# Мокасинова змія мексиканська
Мокасинова змія мексиканська (Agkistrodon bilineatus) — отруйна змія з роду Мокасинова змія родини Гадюкові. Має 4 підвиди.

## Опис
Загальна довжина коливається від 60 см до 1,38 м. Голова трикутна, широка. Тулуб кремезний. Хвіст довгий. Верхньогубних щитків — 7—9. На спині є 21—25 рядків луски. Наявні 127—142 черевних щитків у самців та 128—144 черевних щитків у самиць. Забарвлення темно—сіре, майже чорне, темно—сіро—коричневе, темно—жовте, червоно—буре зі світлими та темними поперечними смугами, які розташовані почергово. Межі цих смуг «прострочені» білою рискою. Голова забарвлена вузькими білими смужками над очима й вздовж рота, з'єднаними попереду. Черево сіре, коричневе, червонувато—коричневе. У молодих особин хвіст яскраво—помаранчевий або яскраво—зелений.

## Спосіб життя
Полюбляє низинні прибережні місцини, сухі тропічні ліси, чагарники, савани, кам'янисті схили. Усе життя проводить на землі. Водночас гарно плаває. Активна у сутінках або вночі. Харчується земноводними, птахами, дрібними ссавцями, ящірками. зміями.
Це яйцеживородна змія. Самиці народжує від 3 до 20 дитинчат довжиною 25—32 см.
Тривалість життя до 24 років.

## Отруйність
Отрута цієї змії досить потужна, викликає сильний біль, почервоніння, набряк і некроз навколо укусу. У випадку ненадання своєчасної допомоги може настати смерть.

## Розповсюдження
Мешкає у Мексиці, Гватемалі, Белізі, Гондурасі, Сальвадорі, Нікарагуа, Коста-Риці.

## Підвиди
- Agkistrodon bilineatus bilineatus
- Agkistrodon bilineatus howardgloydi
- Agkistrodon bilineatus lemosespinali
- Agkistrodon bilineatus russeolus